# Milius (Schiff)
Die USS Milius (DDG-69) ist ein Zerstörer der United States Navy und gehört der Arleigh-Burke-Klasse an. Sie ist benannt nach dem Marineflieger Paul L. Milius, der im Vietnamkrieg sieben Besatzungsmitgliedern seines Aufklärungsflugzeuges das Aussteigen per Fallschirm ermöglichte, indem er selbst auf seinem Platz blieb und das auseinanderbrechende Flugzeug ruhig hielt.

## Geschichte
DDG-69 wurde 1992 bei Ingalls Shipbuilding in Auftrag gegeben und dort im August 1994 auf Kiel gelegt. Am 1. August 1995 lief das Schiff vom Stapel und wurde getauft. Nach der Endausrüstung und ersten Testfahrten wurde die Milius am 23. November 1996 offiziell bei der US Navy in Dienst gestellt.
Ihr erster Einsatz führte die Milius 1998 ins Arabische Meer. Im Jahr 2000 verlegte das Schiff in den westlichen Pazifik, ein Jahr darauf nahm sie an mehreren Übungen sowie der Operation Noble Eagle teil. 2003 diente das Schiff als Flaggschiff für Schiffsüberprüfungen (Commander, Maritime Interception Forces) während der Operation Iraqi Freedom. Außerdem war sie am Abschuss von BGM-109 Tomahawk auf Ziele im Irak beteiligt.
2005 nahm die Milius an der Operation Unified Assistance teil, der Hilfsmission nach dem Seebeben im Indischen Ozean 2004. 2007 verlegte sie für siebeneinhalb Monate als Geleitschutz für Bonhomme Richard in den Persischen Golf. Im Sommer 2008 nahm das Schiff am Manöver RIMPAC in den Gewässern vor Hawaii teil. 2009 verlegte der Zerstörer an der Seite der Dwight D. Eisenhower in den Indischen Ozean. 2010 folgte eine Solofahrt in den Persischen Golf.
In der zweiten Jahreshälfte 2018 verlegte der zuvor in San Diego stationierte Zerstörer in seinen neuen Heimathafen Yokosuka.
Vom 8. bis 10. April 2023 führte die chinesische Volksbefreiungsarmee eine Militärübung rund um Taiwan durch, wobei auch der Flugzeugträger Shandong eingesetzt wurde. Man übte „Präzisionsschläge“ gegen Taiwan. Am 10. April 2023 fuhr der Zerstörer in die Gewässer nahe der Spratly-Inseln nördlich von Taiwan ein, welche von China als Hoheitsgebiet beansprucht werden. China schickte Marine- und Luftstreitkräfte, um die USS Milius zu verfolgen. Am 16. April durchquerte der Zerstörer die Straße von Taiwan zwischen China und Taiwan.